# 1 Samodzielna Kompania Commando
1 Samodzielna Kompania – polski pododdział istniejący w okresie 20 września 1942 – 9 października 1942 i 4 kwietnia 1944 – 15 sierpnia 1944, No. 6 Troop złożony z Polaków brytyjski pododdział No. 10 Commando istniejący od 10 października 1942 do 4 kwietnia 1944 – jednostka Commando działająca na froncie włoskim podczas II wojny światowej.

## Geneza i początek
Z początkiem sierpnia 1942 lord Louis Mountbatten, Szef Operacji Połączonych, zwrócił się do Naczelnego Wodza Polskich Sił Zbrojnych gen. broni Władysława Sikorskiego z propozycją utworzenia polskiego oddziału komandosów. Skutkiem tych rozmów był rozkaz o stworzeniu polskiej kompanii komandosów wydany 28 sierpnia 1942 r. Etat kompanii przewidywał 86 żołnierzy w tym 5 oficerów i 81 podoficerów i szeregowych. Dowódcą kompanii mianowany został kpt. Władysław Smrokowski, który rozpoczął rekrutację ochotników (w większośći pochodzili z 2 Batalionu Strzelców „Kratkowane Lwiątka”) w dniu 20 września 1942 roku. Na kancelarię i miejsce zakwaterowania żołnierzy przeznaczono kościół St. John’s w Cupar, gdzie wówczas stacjonował 2 Batalion Strzelców. Ze względu na nadspodziewanie dużą liczbę kandydatów, Smrokowski wybierał żołnierzy najlepiej przeszkolonych, najbardziej sprawnych fizycznie i posiadających odpowiednie kwalifikacje. Formowanie jednostki kompanii ukończono w końcu września 1942. Przyszli polscy żołnierze Commando od koloru beretów nazwani zostali „zielonymi diabłami”. 9 października 1942 roku nastąpiło oficjalne i uroczyste rozstanie Polaków z macierzystym oddziałem z przemówieniem pożegnalnym dowódcy batalionu ppłk. Chruściela i przeglądem kompanii dokonanym przez gen. Ducha. 1 Samodzielna Kompania istniała od 28.8.1942(20.9.1942) do 9.10.1942. Następnego dnia kompania odjechała do Północnej Walii, gdzie weszła w skład brytyjskich oddziałów Commando jako 6 kompania 10 Międzyalianckiego Commando (No. 10 (Inter-Allied) Commando), No. 6 Troop funkcjonujący od 10.10.1942 do 4.4.1944). Wkrótce rozpoczęło się intensywne i wszechstronne szkolenie prowadzone przez Brytyjczyków. Po miesięcznym pobycie w Fairbourne 6 Troop wyjechał na 3-tygodniowy trening do Commando Depot znajdującego się w miejscowości Achnacarry, gdzie Polacy – żołnierze JKM uczyli się odwagi, samodzielności, koleżeńskości, prawdomówności, dbałości o wygląd zewnętrzny oraz technik walki i szczegółów dotyczących broni (również nieprzyjaciela). We wrześniu 1943 6 Troop No. 10 Commando znalazł się na terenie Algierii, szkoląc się intensywnie w nowych warunkach klimatycznych.
6 Troop (pozostał według mniemania de facto dawnych zwierzchników z PSZ) na ewidencji „Kratkowanych Lwiątek” do 15 sierpnia 1944 roku, czyli do czasu kiedy stali się częścią 2 Batalionu Komandosów Zmotoryzowanych.

## Udział w walkach na froncie włoskim

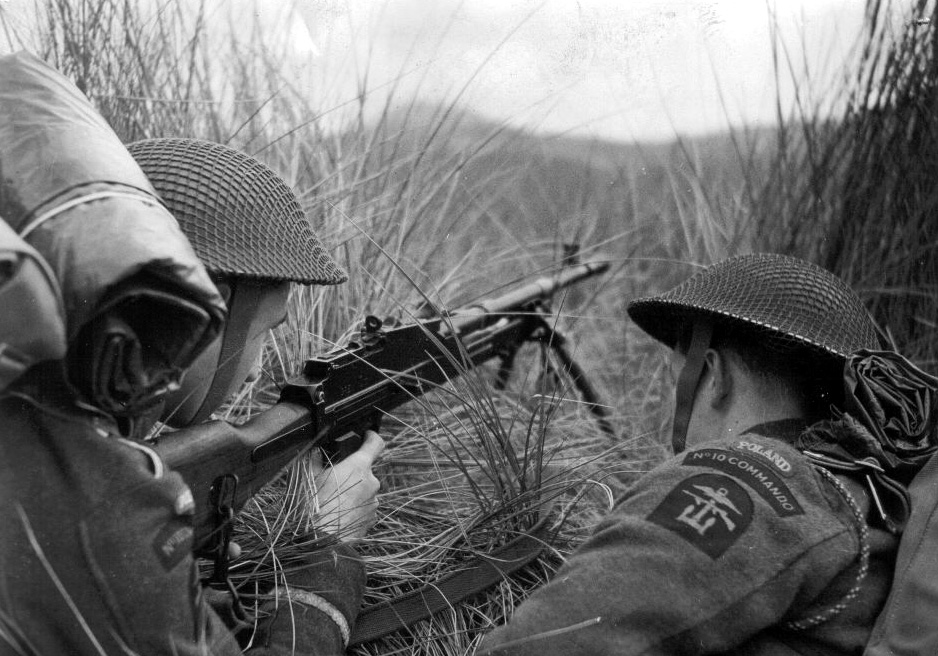
Polscy komandosi podczas ćwiczeń w Szkocji w 1943 r.

1 grudnia 1943 6 Troop, liczący 7 oficerów oraz 84 podoficerów i szeregowych, wylądował w Tarencie w południowych Włoszech. 13 grudnia znalazł się w miasteczku Capracotta w górskim obszarze nad rzeką Sangro. Następnego dnia przeprowadzono pierwszy patrol pod dowództwem kpt. W. Smrokowskiego na lewym brzegu Sangro. W trakcie kolejnego patrolu 15 grudnia w miejscowości Ataleta doszło do starcia z wojskami niemieckimi, w wyniku którego poległ pierwszy polski komandos st. strz. Franciszek Rogucki. W nocy z 21 na 22 grudnia w rejonie miasteczka Pescopennataro 6 Troop w zaciętym boju odparł natarcie ok. 200 niemieckich strzelców alpejskich. W trakcie walki trzech Polaków odniosło rany, niemieckie straty wyniosły 3 zabitych i ok. 20 rannych. 29 stycznia w trakcie patrolu st. strz. Stanisław Stadnicki poległ w wyniku wybuchu miny.

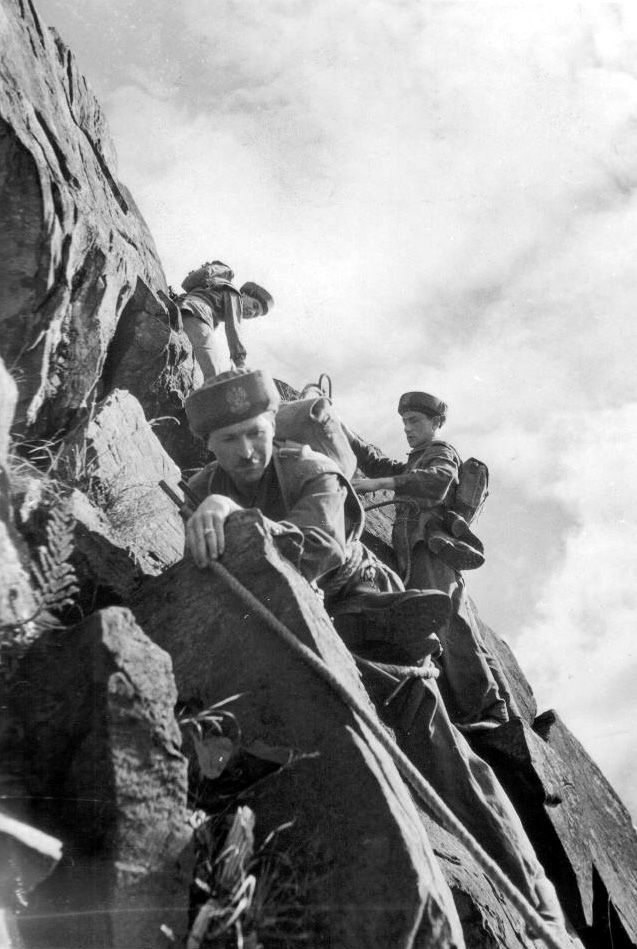
Polscy komandosi podczas wspinaczki górskiej, Włochy, 1944 r.

10 stycznia 1944 pododdział No. 10 Commando został przesunięty na północ od Neapolu, gdzie przygotowywane było natarcie nad rzeką Garigliano. 17 stycznia, wyprzedzając natarcie piechoty brytyjskiej, zdobył stoki Monti Auruncii oraz wysłał patrole na dalekie tyły nieprzyjaciela. W bojach przy forsowaniu rzeki Garigliano 6 Troop No. 10 Commando poniósł ciężkie straty. Polegli rotmistrz Stanisław Wołoszowski, st. strz. Henryk Klajber, st. strz. Ferdynand Decker i st. strz. Stanisław Słowiński, a 20 polskich żołnierzy zostało rannych. W uznaniu zasług, 21 komandosów zostało udekorowanych Orderami Wojennymi Virtuti Militari i Krzyżami Walecznych osobiście przez gen. Sosnkowskiego.
6 lutego polscy żołnierze zostali odesłani na odpoczynek w rejon Castellamare-Sorrento na południe od Neapolu. 4 kwietnia 1944 6 Troop został wyłączony z brytyjskiego oddziału No. 10. Commando i przestał funkcjonować. Od tego momentu grupa polskich żołnierzy wchodziła w skład 2 Korpusu Polskiego gen. Władysława Andersa. Po poniesionych stratach, 24 kwietnia przeszła do odwodu w miejscowości Capriatti, gdzie otrzymali uzupełnienia.
W nocy z 16 na 17 maja 1944 rozpoczęła się czwarta bitwa o Monte Cassino. 14 maja kompania dawnego 6 Troop No. 10 Commando została podporządkowana 5 Kresowej Dywizji Piechoty. Otrzymała rozkaz zdobycia wzgórz Castellone i San Angelo. W dniach 15-16 maja komandosi zajęli pozycje w rejonie wąwozu Inferno. Wieczorem 16 maja zostało sformowane „Zgrupowanie Commando” pod dowództwem mjr. W. Smrokowskiego, utworzone z żołnierzy pełniących dawniej służbę w No. 10 Commando i szwadronu szturmowego 15 Pułku Ułanów Poznańskich. Rano 17 maja zgrupowanie przeprowadziło natarcie na wzgórze Casttellone, ponosząc ciężkie straty. Po południu wycofało się w kierunku wzgórza 706, a potem przez Widmo ponownie natarło na San Angelo. W dniach 17-18 maja utrzymało północno-zachodnią część wzgórza, gdzie doszło do licznych potyczek z patrolami niemieckimi. 19 maja zgrupowanie wraz z oddziałami 5 Kresowej Dywizji Piechoty wzięło udział w ostatecznym czyszczeniu rejonu San Angelo z oddziałów niemieckich. W walkach o rejon Monte Cassino straty kompanii w walkach wyniosły 34 rannych i 2 poległych: ppor. Adam Bachleda i kpr. Jerzy Morenszyld.

Oznaka rozpoznawcza brygady pancernej

3 czerwca 1944 Zgrupowanie Commando zostało przerzucone w rejon Campobasso. Tam wraz z 2 Kompanią Commando stworzyła nowe Zgrupowanie Commando. Z początkiem lipca komandosi wzięli udział w kampanii adriatyckiej. 9 lipca opanowali Monte Freddo, a w nocy z 11 na 12 dokonali udanego wypadu w rejon wzgórza La Montagnola. W nocy z 15 na 16 lipca kompania została przerzucona na lewe skrzydło odcinka II Korpusu i oddane pod rozkazy dowódcy 2 Brygady Pancernej. Na zarządzonej odprawie komandosi otrzymali zadanie sforsowania rzeki Musone na wprost wzgórza Monte Polesco i opanowania miejscowości Case Nuove. 17 lipca komandosi wzięli udział w natarciu 2 Brygady Pancernej jako oddział wsparcia 1 Pułku Ułanów Krechowieckich. Kompania sforsowała rzekę i po ciężkich walkach zdobyła Case Nouve. W pościgu za nieprzyjacielem 19 lipca opanowała miasteczko Castelferretti i rozpoznała przeprawy na rzece Esino. Reszta zgrupowania, razem z Pułkiem Ułanów Karpackich, wzięła udział w ataku na Ankonę. W bitwie o Ankonę poległo 10 komandosów (ppor. Stanisław Pałach, kpr. Konrad Brauliński, kpr. Stanisław Rowiński, kpr. Hieronim Rink, kpr. Antoni Kaliwoszka, st. strz. Władysław Uchmanowicz, st. strz. pchor. Bolesław Bartosiewicz, st. strz. Jan Fiedorczuk, strz. Bolesław Butkiewicz i strz. Rudolf Klimczak), a 8 zostało rannych.
Po wybuchu powstania warszawskiego, w związku z brakiem zgody Brytyjczyków na wysłanie 1. SBS na pomoc stolicy, przez kilka dni rozpatrywano możliwość zrzucenia do, lub w okolice Warszawy, „zmniejszonej kompanii” komandosów (składającej się z przeszkolonych spadochronowo żołnierzy), co miało być symbolicznym wsparciem dla walczących powstańców. 2 sierpnia Szef Sztabu Naczelnego Wodza gen. Kopański, z własnej inicjatywy wysłał do gen. Andersa polecenie przygotowania kompanii do zrzutu. 5 sierpnia rozkaz ten odwołał Naczelny Wódz gen. Sosnkowski, będący we Włoszech na wizytacji II. Korpusu, argumentując to tym, iż komandosi ponieśli ciężkie straty (w depeszy gen. Sosnkowski pisał o około 40 żołnierzach zdolnych do walki, w tym kilkunastu po przeszkoleniu spadochronowym) i konieczna jest długotrwała reorganizacja jednostki.
15 sierpnia 1 Samodzielna Kompania Commando została przekształcona w batalion komandosów, któremu w listopadzie nadano nazwę 2 Batalionu Komandosów Zmotoryzowanych.

## Skład
Polski 6 Troop składał się z dwóch plutonów strzeleckich i plutonu dowodzenia, w skład którego wchodzili: dowódca plutonu ze swym zastępcą, szef kompanii, lekarz, oficer administracyjny, personel gospodarczy (5 żołnierzy, którzy w czasie akcji stanowili obsługę erkaemu), drużyna łączności (6 żołnierzy), drużyna moździerzy (4 żołnierzy), obsługa karabinu przeciwpancernego, zamienionego później na granatnik PIAT (2 żołnierze, którzy byli jednocześnie kierowcami), zespół saperów-minerów (3 żołnierzy) i gońcy motocykliści (2 żołnierzy). Razem stanowiło to 27 żołnierzy.
Każdy pluton strzelecki miał dowódcę z zastępcą, strzelca wyborowego-obserwatora, wyposażonego w karabin z celownikiem optycznym i dwie drużyny po 14 żołnierzy. Wraz z dowódcą 6 Troop i jego zastępcą stan kompanii powinien wynosić 5 oficerów oraz 86 podoficerów i strzelców.
W Eastbourne nastąpiło ostateczne ustalenie składu pododdziału. Liczył on ogółem ponad 90 szeregowych, a jego obsada była następująca:
- dowództwo:
  - dowódca – kpt. Władysław Smrokowski
  - zastępca dowódcy – por. Stanisław Wołoszowski

- pluton dowodzenia:
  - dowódca – por. Maciej Zajączkowski
  - zastępca dowódcy – sierż. pchor. Józef Lubański
  - oficer administracyjny – ppor. Tadeusz Monsior
  - lekarz – ppor. lek. Bolesław Świtalski
- drużyna łączności:
  - dowódca – plut. Edward Woźniak
- drużyna moździerzy:
  - dowódca – sierż. Roman Teperek
- Drużyna gospodarcza (jednocześnie obsługa rkm Bren)
- Kierowcy (jednocześnie obsługa PIAT)
- Gońcy-motocykliści

- 1 pluton:
  - dowódca – por. Andrzej Czyński
  - zastępca dowódcy – sierż. pchor. Antoni Zemanek
  - obserwator (strzelec wyborowy) – st. strz. (nast. kpr.) Zenon Kaszubski
  - dowódca 1 drużyny – plut. Jan Wilkosz
  - dowódca 2 drużyny – plut. Ludwik Gorajski

- 2 pluton:
  - dowódca – por. Stefan Zalewski
  - zastępca dowódcy – st. sierż. Zygmunt Gradowski
  - obserwator (strzelec wyborowy)
  - dowódca 3 drużyny – sierż. Władysław Szablowski
  - dowódca 4 drużyny – plut. pchor. Henryk Jedwab

## Kontynuacja tradycji
Tradycje pododdziału No. 10 Commando złożonego z Polaków kontynuuje Zespół Bojowy B JW 4101.